# イリア・ゴーロソフ
イリア・ゴーロソフ（Ilya Golosov、1883年7月31日 - 1945年1月29日）は、ロシアの建築家。

## 経歴
モスクワ絵画彫刻建築専門学校と、芸術アカデミー出身。国立自由芸術工房とヴフテマス・モスクワ建築大学で教鞭をとるかたわら、イワン・ジョルトーフスキーの指導のもとで、新モスクワ復興計画にも関わる。
1920年代初頭から、建築的フォルムの構造理論の開発を始める。1920年から4年間、象徴的ロマン主義の潮流のリーダーを務める。現代建築家協会にも会員として、また構成主義建築の中心的存在であった。
代表作として、ズーエフ労働者クラブ、内務人民委員部局官舎、州議会議事堂、高等労務組合学校、ニージュニー・ノヴゴロド自動車工場社宅、などがある。